# Gerda Dendooven
Gerda Dendooven, née le 10 mai 1962 à Courtrai, est une illustratrice et autrice belge de livres pour la jeunesse. Elle écrit et joue également pour le théâtre.

## Biographie

### Jeunesse et formation
Gerda Dendooven est née le 10 mai 1962 à Courtrai. Après avoir obtenu son diplôme d'études secondaires, elle suit une formation de professeure d'arts plastiques et étudie le graphisme libre à l'Académie royale des beaux-arts de Gand. Au début de sa carrière, elle anime pendant plusieurs années des ateliers d'art pour enfants dans des musées. Depuis 1992, elle enseigne l'Illustration au Sint-Lucasinstituut à Gand.

### Illustration
Elle illustre et écrit également des livres et des pièces de théâtre pour enfants et adolescents. Gerda Dendooven travaille pour divers éditeurs, magazines pour enfants et sur commande depuis 1985.
Elle illustre son premier livre pour enfants en 1987 : Geen gezoen, vlug opendoen, avec des comptines d'Ed Franck. Elle illustre ensuite les livres de divers auteurs, comme Toon Tellegen (en), Leendert Witvliet, Wally De Doncker (nl), Bart Moeyaert, Daniil Harms et Edward van de Vendel (en). 
Ijsjes, le premier livre dont elle conçoit à la fois les textes et les illustrations, obtient immédiatement le Boekenpauw (nl) en 1990. Elle remporte ce prix encore trois fois par la suite. Depuis, elle réalise le plus souvent à la fois les textes et les illustrations de ses livres,
En 2024, elle est sélectionnée pour la troisième année d'affilée pour le prestigieux prix suédois, le prix commémoratif Astrid-Lindgren.

### Théâtre
Gerda Dendooven écrit également des textes de théâtre pour enfants et adultes. Elle est très active à Het Paleis où elle se produit occasionnellement sur scène et fait partie du collectif de théâtre « Jenny »,.

### Droit des enfants à la culture
En 2007, elle est nommée Consule des Enfants par la fondation belge Iedereen Leest (nl), chargée de défendre les intérêts des enfants. Elle intervient dans divers événements, dans des lettres ouvertes aux décideurs politiques et dans des colonnes de journaux et d'émissions de radio, participe à des débats. Elle défend l'éducation culturelle comme un droit fondamental de l'enfant.
Elle plaide également pour la reconnaissance de la littérature jeunesse comme un genre à part entière et pour la lecture tout court : « Malheureusement, le plaisir de lire est rarement enseigné à l'école... Les enseignants ont cent et une tâches à remplir et ne lisent presque jamais en classe, sauf pour des raisons pédagogiques. ».

### Autres activités
En 2007, elle crée des vitraux pour la nouvelle bibliothèque de Beveren.
En 2008- 2009, elle crée un timbre européen avec Kitty Crowther
En 2010, elle commence à écrire pour des adultes dans De Morgen et De Standaard. Elle réalise également un guide de voyage pour deBuren (nl) et un CD illustré avec de la musique classique pour la quatrième édition du festival de musique classique KLARA4KIDS
Gerda Dendooven est la compagne du typographe et designer Gert Dooreman avec qui elle a deux filles.

## Style
A ses débuts, le style graphique de Gerda Dendooven se caractérise par sa sobriété, l'harmonie des couleurs, la composition et la touche d'humour. Elle ne tient pas compte de la perspective et des proportions et place les personnes ont au centre de ses dessins, l'environnement n'étant que suggérés par quelques éléments. Elle travaille principalement au crayon graphite et à l'aquarelle ou aux feutres. Plus tard, elle expérimente aussi la sérigraphie, la linogravure et le collage.
Dans les années 1990, Gerda Dendooven évolue vers une simplicité plus grande encore du dessin, allant vers un style surréaliste et caricatural avec des personnages bizarres, un peu effrayants,. Son utilisation de la couleur est toujours adaptée à l'atmosphère des poèmes et des histoires. Les illustrations et les histoires de Gerda Dendooven sont pleines d'humour absurde,.
Annemie Leysen considère que Gerda Dendooven est une des représentantes de ce que l'on appelle parfois « l'école flamande des illustrateurs », un groupe qui a acquis une grande réputation en Belgique et à l'étranger.
Dans ses textes, Gerda Dendooven traite souvent de la relation mère-fille. Dans Mijn Mama (2001), pour lequel elle reçoit le Prix flamand de la culture en 2004, elle rend hommage à la mère primitive, une femme dure et énergique qui porte littéralement sa famille sur son dos mais trouve pourtant de la place dans ses rêves fous pour ses propres fantasmes et sensualité débridés.

## Prix et distinctions
- Prix Boekenpauw (nl) qui distingue chaque année le meilleur livre illustré pour enfants[1] :
  - 1990 : Isjes
  - 1995 : Strikjes in de struiken
  - 2002 : Het verhaal van slimme Krom en hoe hi aa de dood ontsnapte

- Prix Boekenpluim (nl) pour la meilleure illustratrice de Flandres[1]
  - 2000 : De verliefde prins
  - 2006 : Soepkinders
  - 2010 : Hoe het varken aan zijn krulstaart kwam
  - 2015 : Veldslag om een hart
- Autres prix :
  - 2000 : Gouden Uil pour Luna van de boom[1]
  - 2000 : Zilveren Penseel pour De verliefde prins
  - 2004 : Prix de la Communauté flamande pour la littérature de jeunesse (nl) pour Mijn Mama[1]
  - 2010 : Zilveren Griffel (nl) pour Hoe het varken aan zijn krulstaart kwam[1]
  - 2013 : Boekenleeuw (nl) pour Wie klopt daar?
  - 2013 : Prix Littérature Province de Flandre Occidentale pour Takkenkind
  - 2015 : Bronzen Griffel (nl)  pour De Wondertuin
  - 2017 : prix Woutertje Pieterse (en) pour Stella, ster van de zee[9],[10]
- 2022, 2023 et 2024 :  Sélection pour le Prix commémoratif Astrid-Lindgren[4]

## Expositions
- 2019 : Bal des pendus, avec Kitty Crowther, Musées royaux des Beaux-Arts de Belgique, Bruxelles[11]
- 2022 : Wolf! De wolf in illustratie, expositon collective, Villa Verbeelding, Hasselt

## Publications (sélection)

### Traductions en français

#### Autrice et illustratrice
- La Glace au citron, L’École des loisirs, 1989, 32 p. (ISBN 978-2211032667)
- Va et vient, Éditions du Rouergue, 2020, 48 p. (ISBN 978-2812619984)
- Où est Maman ?, Etre, 2006, 30 p. (ISBN 978-2844070548)
- Ma maman à nous, Etre, 2003, 23 p. (ISBN 978-2844070296)

#### Illustratrice
- Wally De Doncker, Vivre sans moi, je ne peux pas, Etre, 2023, 30 p. (ISBN 978-2844070302)
- Edward Van De Vendel, Petit lapin stupide, Etre, 2003, 32 p. (ISBN 978-2844070333)
- Bart Moeyaert, Le Conte de Luna, Autrement, 2003, 31 p. (ISBN 978-2746703742)
- Bart Moeyaert (trad. Daniel Cunin), L'oie et son frère, La joie de lire, 2008, 158 p. (ISBN 978-2889084432)
- Carl Norac, Vent d'hiver : Petites histoires pour réchauffer les jours froids, La Joie de lire, 2020, 92 p. (ISBN 978-2889085002)

## Filmographie
- La Promenade de Monsieur Papier, court-métrage, titre original Meneer Papier gaat uit wandelen, réalisation Steven de Beul et Ben Tesseur, scénario Gerda Dendooven, Elvis Peeters et Mieke de Jong, 2020